# جان هايبيرغ
جان هايبيرغ (بالنرويجية البوكمول: Jean Heiberg)‏ هو رسام نرويجي، ولد في 19 ديسمبر 1884 في أوسلو في النرويج، وتوفي بنفس المكان في 27 مايو 1976.